# 에코닉스
주식회사 에코닉스(영어: Econix)는 디젤 미립자 필터를 제작하는 전문 기업으로, 본사는 경기도 파주시 탄현면 방촌로 1144-26에 있다.

## 역사 및 현황
2011년 7월 5일에 설립되어, 자동차 엔진용 신품 부품 제조업을 주요 영업으로 하고 있다.